# ケータイ刑事 銭形舞
『ケータイ刑事 銭形舞』（ケータイでか ぜにがたまい）は、2003年10月5日から12月28日までBS-iで放送されたテレビドラマ。「ケータイ刑事 銭形シリーズ」の第2作目。全13話。主演は堀北真希。

## 概要

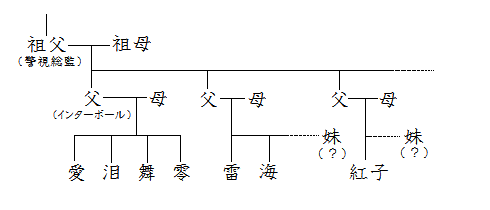
銭形家の家系図

警視総監を祖父に持つIQ180の女子高校生で、銭形四姉妹の三女・銭形舞が、携帯電話を武器に難事件を解決する刑事ドラマ。
2006年2月4日に池袋シネマサンシャインにて、映画『ケータイ刑事 THE MOVIE バベルの塔の秘密〜銭形姉妹への挑戦状』の公開初日舞台挨拶が行われた際、堀北真希と黒川芽以のケータイ刑事シリーズ卒業式が行われた。

### 特記
- ケータイ刑事シリーズの中で放送期間が2番目に短い作品（全13話）である（最も短いのは、全10話の『ケータイ刑事 銭形結』）。
- 放送期間が短い（1クール）理由は、当時、主演の堀北真希の高校受験が近かったためである（『ケータイ刑事 銭形舞』収録開始当初、堀北真希は14歳であったが、同年の10月6日には15歳になっている）。
- このドラマの収録中、主演の堀北真希は誕生日を迎えている。そのため、収録終了後に山下真司を始めとする共演者・スタッフなどの関係者がケーキを用意してお祝いをした。この様子は、その後発売されたDVDの特典映像で見ることができる。
- 番組オープニングのダンスの振付けをしたパパイヤ鈴木が第1話にゲスト出演している。
- 第5話において、映画『シベリア超特急』とコラボレーションし、同映画の監督、主演である水野晴郎も映画と同じ山下奉文役でゲスト出演した。その後、『シベリア超特急』とは『ケータイ刑事 銭形泪』でもコラボレーションしている。この時は、水野は閣下役で出演。
- 最終回では、ケータイ刑事シリーズでは珍しい“見えない敵”を相手に謎解きをした。
- ポスターは、通常バージョンと『シベリア超特急』コラボレーションバージョンの計2種類ある。
- 理由は定かでないが、毎日放送、北海道放送、ファミリー劇場で放送された際に、第9話のみ欠番扱いとなりカットされた。また、2007年2月の東映チャンネルでの放送でも、同様の措置が執られる運びとなった（DVDには収録されており、2006年・2008年のTBS、2009年のTBSチャンネルでの再放送でも放送された）。
- 上記に同じく中部日本放送でも2005年の初回放送時には第9話は欠番扱いであったが、2008年の再放送では放送された。

## 登場人物
キャスト
- 銭形舞：堀北真希
- 五代潤：山下真司
- 柴田太郎：金剛地武志
- 謎の男：佐藤二朗
- 「警視庁から入電中」ボイス：小林麻耶（TBSアナウンサー）

## 放送リスト
| 話数 | タイトル                                           | 脚本       | 演出     | 出演ゲストなど                                     | 初回放送日    |
| ---- | -------------------------------------------------- | ---------- | -------- | -------------------------------------------------- | ------------- |
| 1    | 舞姫登場！～トップアイドル殺人事件                 | 林誠人     | 鈴木浩介 | パパイヤ鈴木                                       | 2003年10月5日 |
| 2    | アモーレ！～イタリア語教室殺人事件                 | 渡邉睦月   | 三原光尋 | 寺田農、佐藤二朗                                   | 10月12日      |
| 3    | 黄色い鳥は見ていた！～風水師殺人事件               | 渡邉睦月   | 三原光尋 | 内田春菊                                           | 10月19日      |
| 4    | 暗闇の惨劇！～陰陽師殺人事件                       | 林誠人     | 安藤尋   | 半海一晃、林和義                                   | 10月26日      |
| 5    | シベリア超特急殺人事件                             | 渡邉睦月   | 安藤尋   | 水野晴郎                                           | 11月2日       |
| 6    | 闇の暗殺者！～皆殺しの砦殺人事件                   | 三宅隆太   | 田沢幸治 |                                                    | 11月9日       |
| 7    | 忙し過ぎる死体～チーフ脚本家殺人事件               | 渡邉睦月   | 田沢幸治 | 丹羽多聞アンドリウ、渡邉睦月、田沢幸治、尾野真千子 | 11月16日      |
| 8    | 揺れる大捜査線! スイカップを確保せよ               | いずみ吉紘 | 麻生学   | 佐藤二朗、三船美佳                                 | 11月23日      |
| 9    | 最強の心理学者VS銭形舞                             | 中邨武尊   | 麻生学   | 大河内浩                                           | 11月30日      |
| 10   | まぎらわしい！～警察隠語殺人事件                   | 林誠人     | 古厩智之 | 佐藤二朗                                           | 12月7日       |
| 11   | コンビ解散の危機！～小学生検事誘拐事件             | 渡邉睦月   | 古厩智之 | 十川史也                                           | 12月14日      |
| 12   | 金利・手数料は当方が負担します！～通販番組殺人事件 | 三宅隆太   | 鈴木浩介 | ミスターちん、佐藤二朗                             | 12月21日      |
| 13   | しりとり連続殺人事件                               | 渡邉睦月   | 鈴木浩介 | 田中要次、佐藤二朗                                 | 12月28日      |

※日付はBS-i における初回放送日。

## DVD
ケータイ刑事 銭形舞 DVD-BOX
- DVD-Video 四枚組
- 規格番号: BBBJ-9094
- 2004年4月23日発売
- 初回特典: 銭形舞携帯ストラップ
- 発売元: TBS
- 販売元: 株式会社ハピネット・ピクチャーズ